# 林懿德
林懿德（12月27日—）。曾任中學地理科教師、藝人舞群、年代新聞氣象主播、主持人。

## 學歷
- 臺北市立華江高級中學
- 中國文化大學地理學系

## 經歷
- 基隆市立暖暖高中專任地理老師[1]
- 台北縣立海山國中專任地理老師
- 中天電視台灣腳逛大陸主持人
- 年代新聞記者、氣象主播、主持人

## 曾主播過或主持過的節目
| 時間                | 頻道       | 節目         | 備註                  |
| 時間待查～時間待查  | 中天電視   | 台灣腳逛大陸 | 主持人                |
| 2013年～時間待查    | 年代MUCH台 | 寶貝上課了   | 主持人                |
| 2013年～時間待查    | 年代新聞   | 年代早報     | 主播new一下健康舞教學 |
| 時間待查～2019年7月 | 年代新聞   | 年代新氣象   | 氣象主播              |

## 外部連結
- 林懿德的Instagram帳戶